# Kawa no nagare no yō ni
Kawa no nagare no yō ni (яп. 川の流れのように , киридзи: Кава но нагарэ но ё:ни, букв. «Словно течение реки») — последняя прижизненно изданная песня и сингл 1989 года знаменитой японской певицы Хибари Мисоры (умершей от пневмонии в том же году).

## Основные сведения
Слова песни написаны Ясуси Акимото в 1983 году во время полуторагодичного пребывания в США. Прототипом «реки» в названии и тексте песни, по его собственным словам, стал пролив Ист-Ривер в Нью-Йорке. Музыка к песне написана Акирой Митакэ, первоначальная оркестровая аранжировка сделана Кодзи Рюдзаки.
Первый сингл Kawa no nagare no yō ni, с песней Akiretane в качестве стороны B, был записан в декабре 1988 и издан 11 января 1989 года. В конце этого же года песня Хибари и сама она посмертно удостаиваются Японской ассоциацией композиторов специального почётного приза Japan Record Awards (не завоёвывая главную премию из-за сложностей с её статутом); также ассоциация вводит в честь певицы дополнительную мемориальную премию её имени (последний раз присуждалась на 42-й церемонии вручения премий в 2000 году).
Эта же песня становится «темой» на прощании с певицей в июле 1989 года, которое посетило более 40 тысяч человек; её пели Сабуро Китадзима, Харуми Мияко, Масааки Сакаи, супруги Синъити и Масако Мори и другие её коллеги, которым вторили многие люди, пришедшими проводить певицу и актрису в последний путь. Начиная с 1990, теле- и радиостанции Японии ежегодно передают Kawa no nagare no yō ni на день её рождения.
В 1997 году песня вошла в список лучших песен Японии всех времен (по другим сведениям, возглавила его) по результатам проведённого телекомпанией NHK общенационального голосования, в ходе которого за песню проголосовало более 10 миллионов зрителей. Песня часто исполняется японскими, а также зарубежными исполнителями на выступлениях в Японии как дань памяти Хибари Мисоры.
В марте 2000 года композитор Дзё Хисаиси записал для одноимённого фильма кинокомпании Toho аранжировку песни, полученную наложением ранее записанного вокального канала с исполнением Хибари Мисоры на новую фортепианно-оркестровую версию аккомпанемента. Реаранжировка стала известна как «аранжировка „миллениум“» и неоднократно использовалась в изданиях песни после этой даты.

## Издания песни
Песня неоднократно издавалась в нотном формате (от гитарных табулатур до оркестровых аранжировок) и аудионосителях, как в виде синглов различного формата и с различными «сторонами B», так и в сборных альбомах (не перечисляются здесь ввиду обилия). Все нижеприведенные издания впоследствии неоднократно переиздавались с изменением дизайна обложки и фотографии певицы.
- Оригинальный сингл (записан в декабре 1988, выпущен 11 января 1989; формат — грампластинка-миньон)
  1. Kawa no nagare no yō ni
  2. Akiretane (あきれたね)
- Сингл-кассета выпуска 21 июля 1991[5]
  1. Kawa no nagare no yō ni
  2. Uramado (яп. 裏窓, букв. «Окно на задворках»)
- Сингл издания телеканала NHK-BS2 выпуска 29 мая 1989 (после прошедшего в апреле того же года общенационального отбора 100 лучших песен Японии 20 века 「BS20世紀日本のうた トップ100〜伝えたい日本の歌〜」, лидером которого стала эта песня)
  1. Kawa no nagare no yō ni
  2. Uta no sato (歌の里, примерно «Родина песен» или «Песенный квартал»)
- 8 см диск «2000» выпуска 17 марта 2000
  1. Kawa no nagare no yō ni в «миллениум»-реаранжировке Дзё Хисаиси
  2. Kawa no nagare no yō ni в оригинальной аранжировке
- Аудио-CD Misora Hibari Tribute (「美空ひばりトリビュート」; выпущен 20 июля 2000)

Трек 15: Kawa no nagare no yō ni (версия «миллениум»)
- Макси-сингл выпуска 20 августа 2003[5]
  1. Kawa no nagare no yō ni
  2. Ai Sansan (愛燦燦, букв. «Сияние любви» или «Сияющая любовь»)
  3. Kawa no nagare no yō ni（караоке-версия）
  4. Ai Sansan (караоке-версия)
- Макси-сингл выпуска 23 апреля 2008[5]
  1. Kawa no nagare no yō ni
  2. Ai Sansan
  3. Jinsei Ichirō (人生一路, букв. «Дорога/путь (человеческой) жизни»)
  4. Kawa no nagare no yō ni（караоке-версия в оригинальной аранжировке）
  5. Ai Sansan (караоке-версия)
  6. Jinsei Ichirō（караоке-версия）
- Макси-сингл 「ひばり バラードをうたう」 выпуска 24 июня 2012[5]
  1. Kawa no nagare no yō ni
  2. Ai Sansan
  3. Uta wa wagamei (歌は我が命, букв. «Песня — моя жизнь»)
  4. Ovari na kitabi (終りなき旅)

## Кавер-версии известных исполнителей
Песня Хибари Мисоры исполнялась после неё множеством певцов, по крайней мере, начиная с её панихиды 22 июля 1989 года. С тех пор кавер-версии исполнялись и записывались рядом известных японских и зарубежных певцов и коллективов самого разного жанра, от инструменталистов и оперных солистов до панк-групп.

### В Японии
- Сатоко Кода[яп.] (в одноимённом альбоме скрипичных каверов Хибари Мисоры 20 марта 1999)
- Тикако Савада[яп.] (в альбоме Boys be…, 30 ноября 2002[6])
- Панк-рок-группа 30%LESS FAT[англ.] (в сборнике 俺メロRespect, 25 июля 2003[7])
- Ясухиро Судзуки (в альбоме YASUHIRO SUZUKI 10th Anniversary, 1 апреля 2004[8]
- Хироси Ицуки[англ.] (в альбоме каверов Хибари Мисоры 五木ひろし 「美空ひばり」 を歌う 1 июня 2005[9])
- Масафуми Акикава[англ.] (в альбоме 千の風になって～一期一会～, 2 апреля 2008)
- Масаси Сада (в альбоме каверов Хибари Мисоры, осень 2008)
- Ёсими Тэндо[англ.] (исполнение на 50-м и 56-м новогодних музыкальных программах «Кохаку ута гассэн» в канун 2000 и 2006 годов; издана в альбоме 「天童節：ヒット歌謡を歌う ～川の流れのように～」, 1 ноября 2008[10])
- Группа JULEPS[англ.] (в 1-м альбоме 「旅立つ日」, 25 декабря 2008[11])

### Вне Японии
- Анджела Георгиу, Румыния (в альбоме My World: Songs From Around the World, 7 апреля 1998[12])
- Ким Ёнджа, Южная Корея (исполнение на 45-м шоу «Кохаку ута гассэн», 31 декабря 1994)
- Тереза Тенг, Тайвань (в двойном альбоме Super Selection (диск 1), 7 июня 1995[13])
- Крис Чавес[яп.], США/Япония (в альбоме To Misora Hibari with Love, 21 июня 2000[14])
- Хосе Каррерас, Испания (в альбоме Around the World, 2 октября 2001[15]). Песня также исполнялась Пласидо Доминго и Тремя Тенорами[англ.] вместе.
- Ансамбль китайских традиционных инструментов Twelve Girls Band[англ.], КНР (в альбоме Beautiful Energy[англ.], 24 июля 2003[16])
- Ричард Клайдерман, Франция (в двойном альбоме Japan My Love (диск 2), 16 декабря 2005[17])
- Кори Оливерос, США (в сборнике Aloha J songs, 21 апреля 2010[18])
- Поп-панк-группа Allister, США (в альбоме Guilty Pleasures 4[англ.], 25 августа 2010)
- Джо Хирата, Бразилия (в альбоме Edicao Especial: Musicas Japonesas. Vol.2: Women’s Songs[19])
- Zero, Южная Корея[20]
- Цзян Мэйци[кит.], Тайвань

## Вторичное использование в массовой культуре
- Сериал «Мой дом»[яп.] канала «Театр любви»[яп.] телекомпании TBS (1989)
- Одноимённый фильм[яп.] кинокомпании Toho с Ясуси Акимото в качестве режиссёра (2000)